# Cap Diamant
 (juillet 2023).
Si vous disposez d'ouvrages ou d'articles de référence ou si vous connaissez des sites web de qualité traitant du thème abordé ici, merci de compléter l'article en donnant les références utiles à sa vérifiabilité et en les liant à la section « Notes et références ».
Pour les articles homonymes, voir Cap-aux-Diamants.

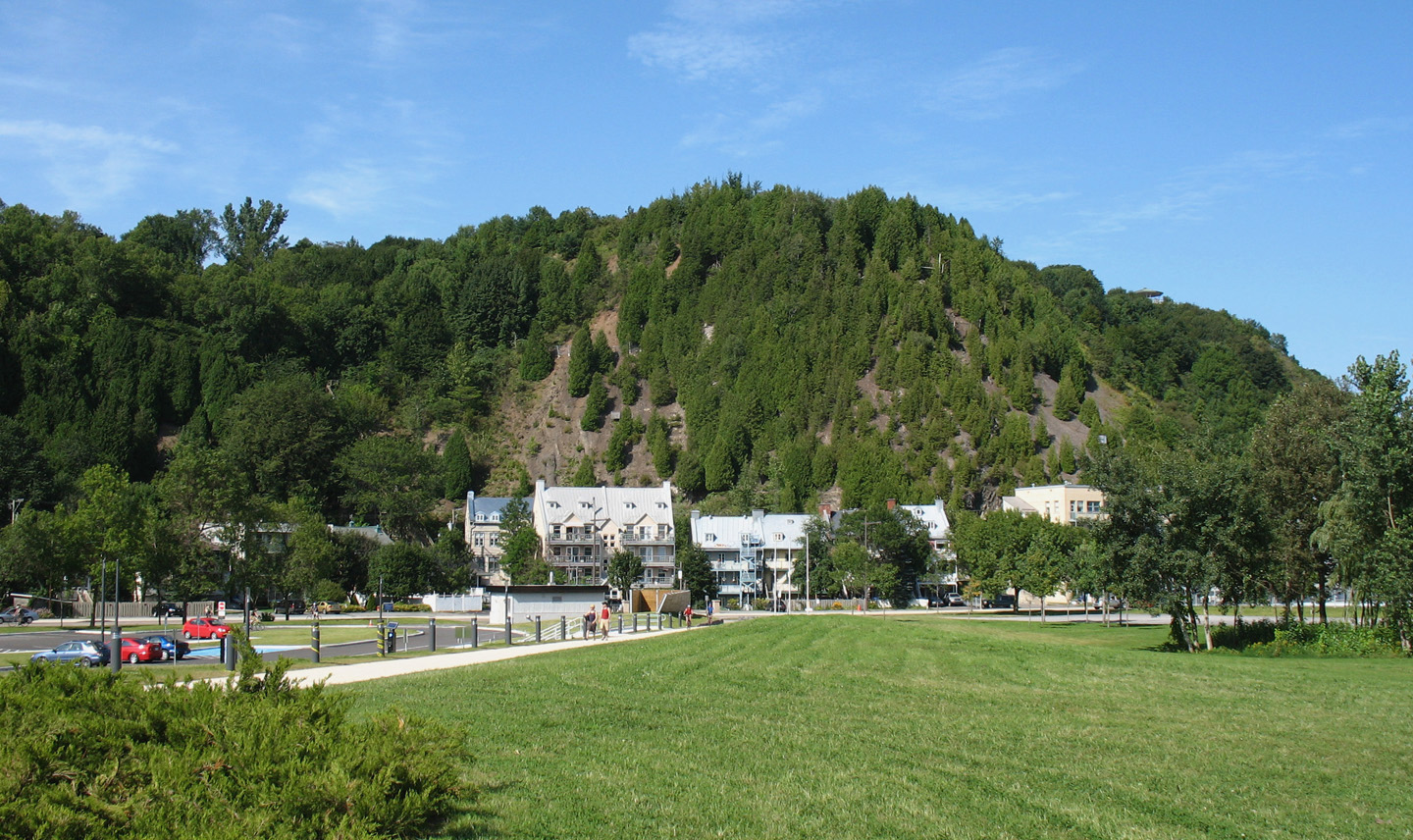
Le cap Diamant et le secteur du Cap-Blanc en contrebas

Le cap Diamant, dit Cap-aux-Diamants ou autrefois aussi Cap-au-Diamant, est le nom de l'extrémité orientale de la colline de Québec, de la falaise et de son promontoire sur laquelle est située la citadelle de Québec. La falaise a été ainsi nommée puisque les premiers explorateurs européens à venir sur l'actuel territoire du Québec croyaient y avoir trouvé des diamants.

## Histoire
C'est Jacques Cartier, explorateur français, qui émit l'hypothèse que les pierres qui scintillaient depuis le cap étaient des diamants. Cartier s'inscrit dans l'époque des grandes explorations européennes, notamment en Amérique du Nord, et avait entendu parler des richesses trouvées par les Espagnols à la suite de leur conquête des civilisations méso-américaines, notamment de l'Empire aztèque. En 1542, heureux d'avoir lui aussi trouvé des pierres précieuses sur le flanc du cap, Cartier rapporta des échantillons en France. Les experts conclurent cependant que ces « diamants » n'étaient en réalité que du quartz, d'où vient d'ailleurs le proverbe « Faux comme un diamant du Canada ».
Point stratégique, le cap et son plateau surplombent le fleuve Saint-Laurent qui se rétrécit à cet endroit, créant un goulot d'étranglement maritime. De ce fait naturel, les Français y construisent un complexe militaire dès le début de la colonisation au début du XVIIIe siècle. Initialement simple, il se complexifia, notamment après la prise du Canada par les Britanniques. Il y avait notamment le fort Saint-Louis, bâti dès 1620, qui sera victime d'un incendie en 1834. Aujourd'hui, les ruines du fort Saint-Louis appartiennent à Parcs Canada et sont situées sous la terrasse Dufferin. Attraction touristique construite en 1838, elle permet d'observer le panorama de la région de Québec au-delà du fleuve et se trouve actuellement le fameux Château Frontenac, bâtie en deux phases au tournant du XIXe et du XXe siècle. 
En 1693, Louis de Buade comte de Frontenac, alors gouverneur de la colonie, a fait construire une redoute sur le point le plus élevé du cap et a pris le nom de Redoute du Cap-Diamant. Cette redoute fait d'ailleurs toujours actuellement partie de la citadelle de Québec. Il faudra cependant attendre la conquête britannique du Canada en 1763, conséquence de la guerre de Sept Ans, pour qu'une structure défensive plus imposante ne coiffe le cap. La citadelle temporaire (1778) et permanente (1831) y sont érigées par les Britanniques afin de garnir le plus haut point de la falaise. 
Les tours Martello de Québec sont aussi construites entre 1808 et 1812 sur la portion centrale du cap afin de prévenir une éventuelle invasion américaine. Cette précaution est prise à la vieille de la guerre de 1812, opposant les États-Unis et l'Empire britannique, suivant l'indépendance américaine et la tentative de conquête du Canada par l'Armée continentale lors de l'invasion du Canada de 1775. C'est aussi à l'ouest de ce cap que les troupes du général britannique James Wolfe montèrent en direction des plaines d'Abraham pour vaincre les troupes françaises puis accepter la capitulation de la ville, à un secteur nommé l'Anse au Foulon. 
Aujourd'hui, une bonne partie du Vieux-Québec y est bâtie, autant en haute-ville qu'en basse-ville, délimitation urbaine justement scindée par le cap Diamant. Depuis la fondation de Québec en 1608, le cap agit aussi comme délimitation sociale. Bien que la composition sociale a changé au cours son histoire de Québec, la haute-ville de Québec habitait plus souvent qu'autrement les nobles et les grands bourgeois alors que la basse-ville, où se situait le port historique, était le lieu de résidence des petits bourgeois, des artisans et des classes ouvrières. Sinon, le Ministère de la Défense, Parc Canada et la Commission des champs de bataille nationaux y possèdent chacun un ou plusieurs terrains, soit respectivement la citadelle, les fortifications et les plaines d'Abraham.

## Galerie

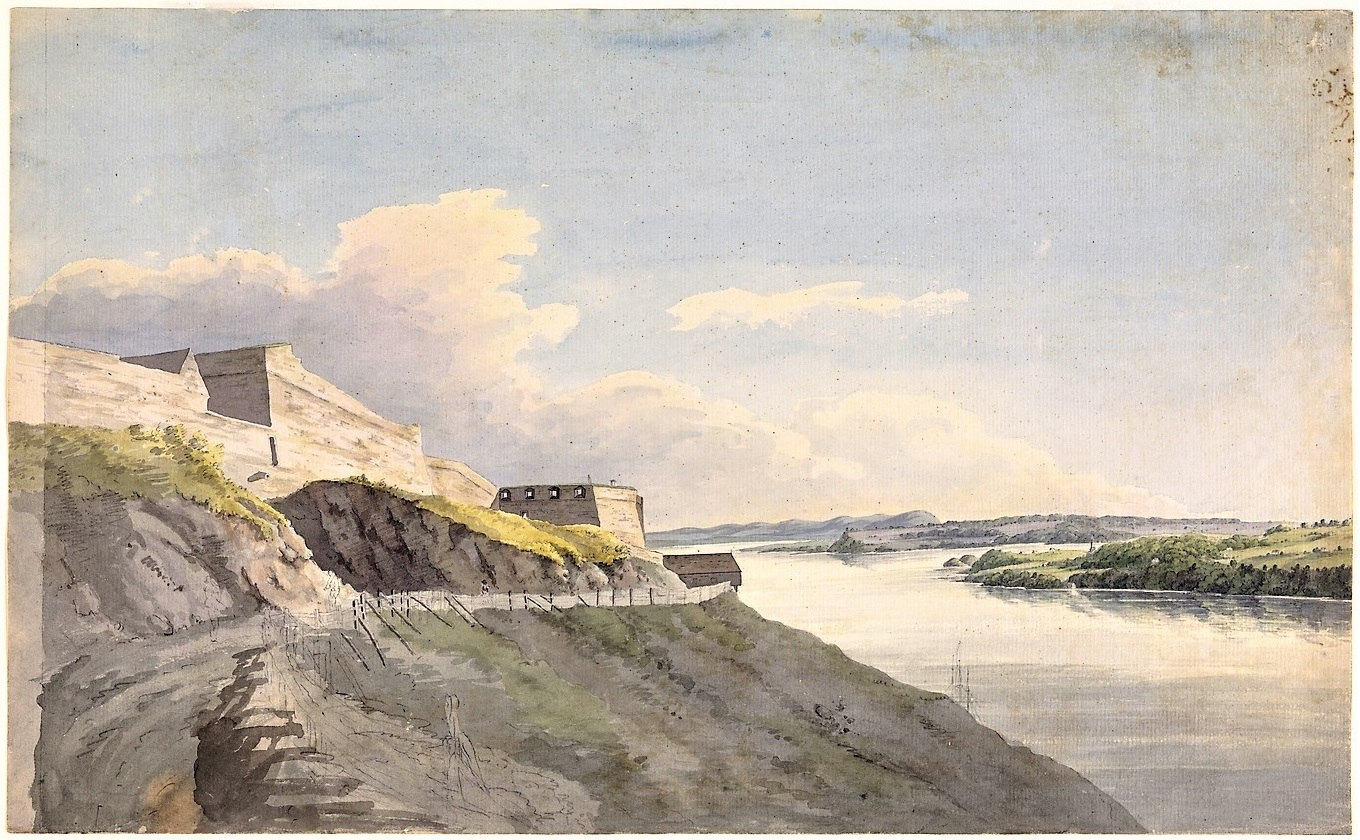
Le cap Diamant, aquarelle de B. Fisher, entre  1785 et 1796
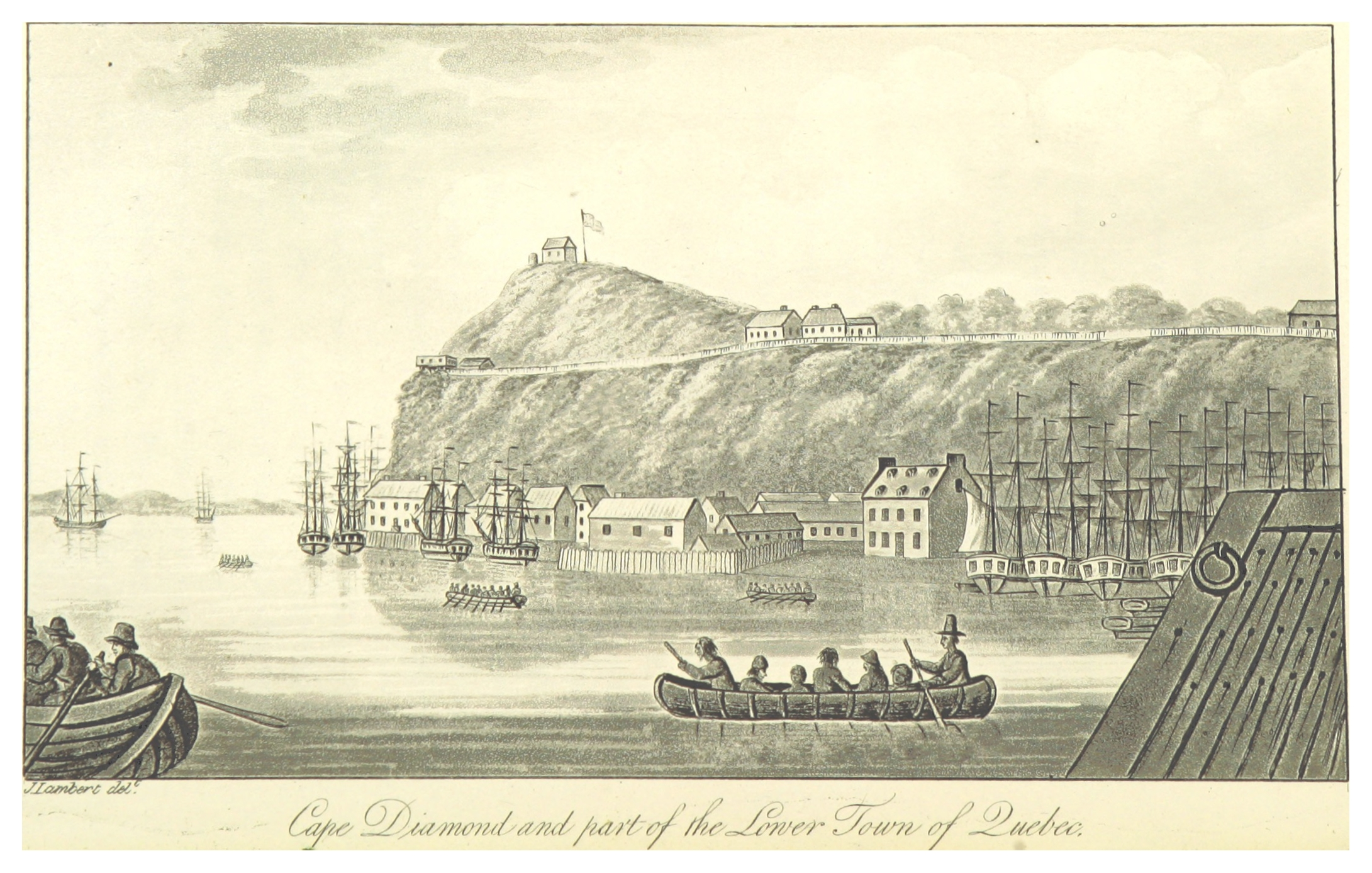
Le cap en 1816
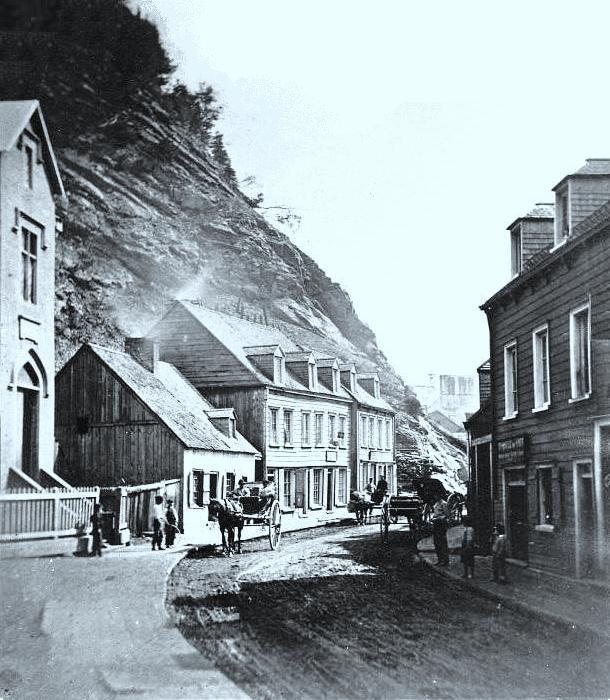
Le cap en 1865
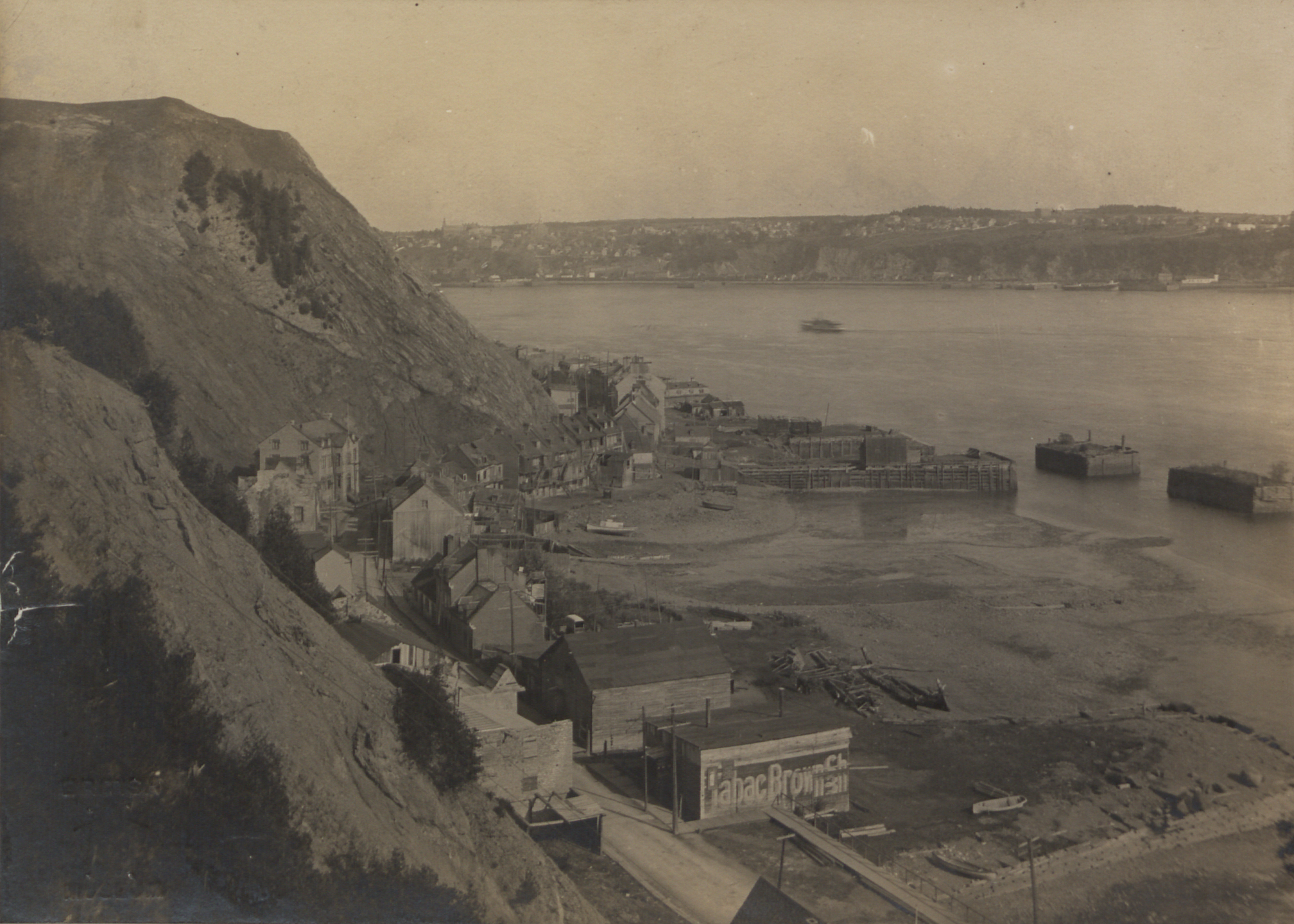
Le cap en 1908